# Poslanska skupina Slovenske demokratske stranke
Poslanska skupina Slovenske demokratske stranke je poslanska skupina, ki jo sestavljajo poslanci, ki so bili izvoljeni na listi Slovenske demokratske stranke.

## Sestava

### Mandat 2008–2011
Poslanci
- Jože Tanko (vodja)
- Alenka Jeraj (namestnica vodje)
- Rudolf Petan (namestnik vodje)
- Marjan Bezjak (član)
- France Cukjati (član)
- Milan Čadež (član)
- Zvonko Černač (član)
- Vinko Gorenak (član)
- Ivan Grill (član)
- Branko Grims (član)
- Robert Hrovat (član)
- Eva Irgl (članica)
- Janez Janša (član)
- Jožef Jerovšek (član)
- Danijel Krivec (član)
- Zvonko Lah (član)
- Rado Likar (član)
- Branko Marinič (član)
- Darko Menih (član)
- Miro Petek (član)
- Iztok Podkrižnik (član)
- Marijan Pojbič (član)
- Franc Pukšič (član)[1]
- Štefan Tisel (član)
- Peter Verlič (član)
- Andrej Vizjak (član)
- Milenko Ziherl (član)
- Aleksander Zorn (član)

#### Osebje
- Maja Prezelj (sekretarka PS)

### Mandat 2011–2014
- Irena Tavčar
- Marko Pogačnik
- Branko Grims
- Eva Irgl
- Zvonko Černač
- Danijel Krivec
- Dragutin Mate
- Alenka Jeraj
- Andrej Šircelj
- Romana Tomc
- Janez Janša
- Jože Tanko
- Janja Napast
- Ljubo Žnidar
- Sonja Ramšak
- Štefan Tisel
- Tomaž Lisec
- Andrej Vizjak
- Zvonko Lah
- Ivan Grill
- Mateja Pučnik
- Jožef Jerovšek
- Vinko Gorenak
- Branko Marinič
- Marijan Pojbič
- Franc Breznik

### Mandat 2014–2018
- Branko Grims
- Marko Pogačnik
- Eva Irgl
- Danijel Krivec
- Anže Logar
- Andrej Šircelj
- Janez Janša
- Jože Tanko - vodja poslanske skupine
- Nada Brinovšek
- Žan Mahnič
- Jelka Godec
- Ljubo Žnidar
- Anja Bah Žibert
- Zvonko Lah
- Tomaž Lisec
- Bojan Podkrajšek
- Vinko Gorenak
- Franc Breznik
- Marijan Pojbič
- Suzana Lep Šimenko
- Andrej Čuš

### Mandat 2018–2022
- Danijel Krivec (vodja poslanske skupine)
- Nada Brinovšek (namestnica vodje)
- Anja Bah Žibert
- Franc Breznik
- Černač Zvonko (13. marca 2020 imenovan na mesto ministra strateške projekte in kohezijo)
- Boris Doblekar
- Karmen Furman
- Godec Jelka (imenovan na mesto državnega sekretarja)
- Branko Grims
- Eva Irgl
- Janša Janez (marca 2020 imenovan na mesto predsednika vlade)
- Leon Merjasec (nadomestni poslanec)
- Alenka Jeraj
- Dejan Kaloh
- Franci Kepa
- Karmen Kozmus Ferjan (nadomestna poslanka)
- Lenart Jožef
- Suzana Lep Šimenko
- Tomaž Lisec
- Jure Ferjan (nadomestni poslanec)
- Logar Anže (13. marca 2020 imenovan na mesto ministra za zunanje zadeve)
- Mahnič Žan (imenovan na mesto državnega sekretarja)
- Janez Moškrič (nadomestni poslanec)
- Podkrajšek Bojan
- Pogačnik Marko
- Pojbič Marijan
- Rosec Franc (namestnik vodje)
- Šircelj Andrej (13. marca 2020 imenovan na mesto ministra za finance)
- Mojca Škrinjar (nadomestna poslanka)
- Elena Zavadlav Ušaj (nadomestna poslanka)
- Tanko Jože
- Lidija Ivanuša (prestopi iz SNS)
- Ljubo Žnidar (nadomestni poslanec, kot poslanec odstopil 10. novembra 2021)[2]

#### Osebje
- Maja Prezelj (sekretarka PS)

### Mandat 2022–
- Jelka Godec - vodja poslanske skupine
- Branko Grims (junija 2024 izvoljen za evropskega poslanca)
- Andrej Hoivik
- Žan Mahnič
- Danijel Krivec
- Zvonko Černač
- Eva Irgl (izstopila oktobra 2024)
- Zoran Mojškerc
- Alenka Jeraj
- Anže Logar (izstopil oktobra 2024)
- Jože Tanko
- Janez Janša
- Rado Gladek
- Jožef Jelen
- Franc Rosec
- Alenka Hlebl
- Anja Bah Žibert
- Franci Kepa
- Tomaž Lisec
- Anton Šturbej
- Karmen Furman
- Bojan Podkrajšek
- Dejan Kaloh (izstopil oktobra 2024)
- Janez Magyar (novembra 2022 izvoljen za župana Lendave)
- Franc Breznik
- Jožef Lenart
- Suzana Lep Šimenko
- Andrej Kosi (nadomestil Janeza Magyarja)
- Andrej Poglajen (nadomestil Branka Grimsa)